# 4-й округ департамента Эна
4-й избирательный округ департамента Эна включает три кантона округа Суассон: Вик-сюр-Эн, Суассон-Север и Суассон-Юг и три кантона округа Лан: Куси-ле-Шато-Офрик, Тернье и Шони. Общая численность населения по данным Национального института статистики за 2011 г. — 113 701 чел. Общая численность избирателей, включенных в списки для голосования в 2012 г. — 78 988 чел.
Действующим депутатом Национального собрания по 4-му округу является Мари-Франсуаза Бештель (Республиканское и гражданское движение).
|  | Начало срока      | Конец срока       | Депутат                | Партия                                 |
|  | ----------------- | ----------------- | ---------------------- | -------------------------------------- |
|  | 18 июня 2012 г.   | н/вр              | Мари-Франсуаза Бештель | Республиканское и гражданское движение |
|  | 20 июня 2007 г.   | 17 июня 2012 г.   | Жак Десалангр          | Левая партия                           |
|  | 19 июня 2002 г.   | 19 июня 2007 г.   | Жак Десалангр          | Прочие левые                           |
|  | 01 июня 1997 г.   | 18 июня 2002 г.   | Жак Десалангр          | Гражданское движение                   |
|  | 02 апреля 1993 г. | 21 апреля 1997 г. | Эммануэль Букильон     | Социал-демократическая партия          |
|  | 23 июня 1988 г.   | 01 апреля 1993 г. | Бернар Лефран          | Социалистическая партия                |

## Результаты выборов
Выборы депутатов Национального собрания 2012 г.:
|                | Кандидат               | Партия                                 | Первый тур | Первый тур     | Второй тур | Второй тур |
| Кол-во голосов | Кандидат               | Партия                                 | % голосов  | Кол-во голосов | % голосов  |            |
| -------------- | ---------------------- | -------------------------------------- | ---------- | -------------- | ---------- | ---------- |
|                | Мари-Франсуаза Бештель | Республиканское и гражданское движение | 10 073     | 23,37          | 21 875     | 53,62      |
|                | Изабель Летрийяр       | Союз за народное движение              | 10 476     | 24,31          | 18 924     | 46,38      |
|                | Эвелин Рюэль           | Национальный фронт                     | 8 062      | 18,70          |            |            |
|                | Жан-Люк Лануй          | Левый фронт                            | 7 460      | 17,31          |            |            |
|                | Фредерик Аллио         | Радикальная левая партия               | 4 096      | 9,50           |            |            |
|                | Шарль-Эдуар Лористон   | Радикальная партия                     | 891        | 2,07           |            |            |
|                | Стефани Лебе           | Партия зеленых                         | 727        | 1,69           |            |            |
| Прочие         | Прочие                 | Прочие                                 |            | менее 1 %      |            |            |

Выборы депутатов Национального собрания 2007 г.:
|                | Кандидат            | Партия                            | Первый тур | Первый тур     | Второй тур | Второй тур |
| Кол-во голосов | Кандидат            | Партия                            | % голосов  | Кол-во голосов | % голосов  |            |
| -------------- | ------------------- | --------------------------------- | ---------- | -------------- | ---------- | ---------- |
|                | Жак Десалангр       | Левая партия                      | 11 802     | 26,17          | 24 792     | 54,58      |
|                | Брижитт Тюен-Машере | Союз за народное движение         | 14 481     | 32,12          | 20 633     | 45,42      |
|                | Клер Ле Флеше       | Социалистическая партия           | 7 322      | 16,24          |            |            |
|                | Валлеран де Сен Юст | Национальный фронт                | 3 726      | 8,26           |            |            |
|                | Изабель Летрийяр    | Движение за Францию               | 2 303      | 5,11           |            |            |
|                | Янник Сабль         | Союз за французскую демократию    | 1 949      | 4,32           |            |            |
|                | Доминик Натансон    | Крайне левые                      | 1 009      | 2,24           |            |            |
|                | Венсан Боке         | Партия зеленых                    | 869        | 1,93           |            |            |
|                | Летиция Вуазен      | Крайне левые                      | 657        | 1,46           |            |            |
|                | Анри Льено          | Охота, рыбалка, природа, традиции | 569        | 1,26           |            |            |
| Прочие         | Прочие              | Прочие                            |            | менее 1 %      |            |            |